# Morsum (Thedinghausen)
Morsum is een plaats in de Duitse gemeente Thedinghausen, deelstaat Nedersaksen, en telt 2856 inwoners (2005).